# 岡本隆子
岡本 隆子（おかもと たかこ、1944年〈昭和19年〉12月9日 - 2017年〈平成29年〉6月2日）は、元タレントで、吉本新喜劇の座員。3代目笑福亭仁鶴の妻。
本名同じ。旧姓、末永（すえなが）。長崎県壱岐市（旧那賀村） 出身。華頂短期大学卒業。
かつては吉本新喜劇にて、永 隆子（えい たかこ）の芸名で活躍した。愛称は「たかこ姫」。

## 来歴・人物

### 学卒まで
5人きょうだいの4番目、三女として生まれる。名うての腕白ぶりで、女の子ながらガキ大将として通っていた。温厚で几帳面な父親 は地元の小学校の校長を務めていた が、活発な隆子はそんな父親にとってお気に入りの娘だった。高校時代に友人と演劇部に所属し、3年生の折に壱岐島内四町村の小中学校の講堂を借りて夏休みに巡演を行う。千秋楽の夜、達成感や高揚感に包まれながら、隆子は舞台女優として活躍することを夢見るようになった。
高校卒業後、進学せずに東京の劇団に入りたい旨を両親に相談。父親からは劇団への進路を否定されなかったが、ともかく大学へ進学するよう諭される。東京では浅沼稲次郎暗殺事件など学生運動の動きが激しいので、それに染まらないよう静かな京都に、との担任の心配も受けて、推薦で華頂短期大学家政科に入学した。在学中に京都市内の劇団に入り、夜間に稽古に励んだ。入団して5か月目に京都会館で催された新劇合同公演に出演し、それを観ていた毛利菊枝から自身の主宰する「劇団くるみ座」へ移るよう直々に誘われたが、あまり深く考えずに断って楽屋に戻り、劇団仲間に呆れられた。その後、在籍劇団ではデモ活動を行おうとの声が高まってゆく。他の劇団仲間との考え方の違いを痛感し退団する。
卒業後の進路として、教授の助手として母校に残ることや、中学校教員として長崎県対馬で赴任する選択肢もあったが、それらを捨てて大瀬康一の主演作品を手掛けるプロダクションの募集選考に応募し、合格。引き続き北白川の下宿に住みながら、下鴨の京都映画撮影所内にあるプロダクションに所属した。

### 芸能活動
養成所のレッスンは週に2回、2時間の発声練習のみ。時折テレビ映画のエキストラとして駆り出されるほか、プロダクションの事務を手伝うことになった。取り巻きに囲まれながら掌中の珠のように扱われる武原英子の姿を目の当たりにし、1965年10月に、正社員登用を打診された折に、訪ねたことはおろかアポすら取っていない吉本興業に入ると話してプロダクションを辞め、その足で心斎橋にある吉本興業の本社事務所に向かった。
アポの時間よりも早く訪れた事務所には人がほとんどおらず、隆子はとりあえずその場にいた二人に、吉本に入りたい旨を告げる。ギャラについて尋ねられると、儲けられるようになったらたっぷりいただくから、今はいらないと返答。この二人は部長と吉本新喜劇の作家で、その場で新喜劇の研究生となることが決まった。このときの芸名は「永 隆子」、1か月のギャラとして、対馬に教員として赴任して得られる初任給の手取りと同額の13,000円が支給された。

### 仁鶴との出会い
同年12月1日になんば花月で新喜劇の初舞台を踏む。隆子が終幕後に各部屋に挨拶に回った際、それまで一回しか顔を合わせていなかった仁鶴より「キミはこの世界は向かないですよ。早く諦めてお嫁さんになったほうがよい」と告げられたという。
1967年2月、純朴さを保つ隆子に、仁鶴は少なからず好意を抱いて、彼女のうめだ花月での新喜劇公演千秋楽の前日にお茶に誘った。翌日、ご馳走の返礼にと、隆子が弁当をつくって黒塗りの鰻重箱に詰めて仁鶴に手渡すと、仁鶴はことのほか喜び、その翌夜に京都花月近くの焼き肉店にて、仁鶴から「キミのボーイフレンドに入れてほしい、結婚を前提として」とプロポーズされる。隆子は「手帳の末席につけておきます」と返したが、真っ先にと勘違いした仁鶴は滔々と自分の身上について述べ始める。
芝居に未練があり、仁鶴との結婚に気乗りしない隆子がこの件について両親に手紙を書いたところ、父親から「嫌いじゃないなら、考えなさい」との返事が速達で届く。これを知った仁鶴は、隆子と結婚する旨と、隆子を新喜劇から退団させたい旨を吉本興業に頼み入れ、即時了承される。
時間を作って仁鶴の師匠である6代目笑福亭松鶴や、隆子の両親への挨拶を済ませる。プロポーズからわずか2週間で、仁鶴が京阪寝屋川市駅近くに17坪の棟割長屋の一軒を購入し、ここを住居として新婚生活をスタートさせた。

### 結婚生活
1967年4月に結婚し、隆子は近所付き合いを含めた家事雑事に奔走し、芸界や噺家のしきたりにはまるで不案内だったにもかかわらず、自宅での人の出入りや取材の時間調整など、仁鶴の仕事に関わることまで担うようになった。「仕事に集中するためには金銭含めて家の中はすべて、お任せしたいのですが」との仁鶴からの要望を聞き入れ、家計管理も担った。毎月の収入として預かる4万円のうち、3万円を仁鶴に持たせて、残りの1万円で家計をやりくりする隆子を、仁鶴は「たかちゃん」に加えて「たかこ姫」とも呼ぶようになる。仁鶴は寡黙に仕事に没頭し、隆子はそんな夫の支えに勤しむ毎日、収入は結婚後3か月で1ケタ増えたという。
レギュラー番組を一日に6、7本も抱えていた仁鶴は、その他劇場公演や映画撮影、ドラマの収録が建てこみ、結婚3年目には午前3時に帰宅し、午前6時には出発する毎日になった。ある日、過度の睡眠不足から嘔吐が続き、黄疸が出て起きられなくなったため、午前5時前に隆子が仁鶴のマネージャーに、夫を休ませて病院へ連れて行く旨を連絡した。すぐに吉本興業のトップ二人が抱えの医師を連れて自宅を訪ね、診察の上で注射を打ってほどなく仁鶴の状態が持ち直してきたことを確認し、仁鶴を車に乗せて仕事場まで連れて行ったという。
仁鶴の過密スケジュールに「半未亡人も同様」と嘆息していた隆子に、仁鶴が仕事復帰を提案し、ほどなく朝日放送からラジオパーソナリティとしての出演依頼がかかるようになった。これを端に、タレントとして毎日放送（MBSテレビ）の『仁鶴・たか子の夫婦往来』などに出演し、週に6本のレギュラーを抱えるようになる。本人にも増して人気者の夫が口癖として繰り返す「たかこ姫」の愛称は有名になり、NHK大河ドラマ『風と雲と虹と』に準レギュラー貴子姫役で出演する吉永小百合が、「少しやりにくい」と冗談交じりにコメントしたこともあった。
やがて、一番弟子となる笑福亭仁智以下複数の弟子が入門し、通い弟子として各々3年間にわたり家内の雑事を担うようになる。隆子はそんな彼らへの教育指導も熱心に行った。
2013年3月には、仁鶴が司会を務める大阪ほんわかテレビの特番『ほんわか祝笑福亭仁鶴50周SP』や、『徹子の部屋』に、それぞれ夫婦で出演した。
2017年6月2日19時30分、大阪府内の病院で死去した。72歳没。その翌々日に近親者で葬儀告別式が密葬で営まれた。

## エピソード

### 独身時代
- 壱岐島で生活していた幼少期、慣れ親しむ牛や鶏に申し訳なく思い、肉類は一切口にしなかった。家族で壱岐の郷土料理・鶏肉の鍋料理であるひきとおしを囲む夕食時には手を付けず[42]、かといって家族談笑の席を離れることや食事の好き嫌いを言うことは許されなかったので[43]、後ほど離れた部屋にて独り、ご飯と卵1個で夕食を取っていた[42]。
- 就学前に外で父親と勘違いして、同じような格好をした見知らぬ男性に話しかけていた。彼は資産家ながら子がおらず、隆子の親しみ深い話しぶりに感激し、養女にもらいたいと妻を連れて自宅を訪れる。その話を父親からされた隆子は「お父さんも、一緒と? お父さんと一緒なら、私、どこへでも行くよ」と答え、その後きょうだいの中でも、特に父親からの愛情を受けるようになったという[44]。
- 自宅での酒席で、隆子は玉子料理を運ぶ手伝いをしていた。料理の乗った盆を持ち上げ、父たちの座敷に入った瞬間、足を滑らせて玉子をこぼし、張り替えたばかりの青畳を汚してしまった。涙をこらえて謝る隆子を見て、父親は咎めることなく母親に隆子の分の玉子料理も作ってやるよう頼む。できあがったら、父親は笑みを浮かべて「熱いから慌てずにゆっくりおあがり」と声をかけた。この父の処し方に触れ、隆子は感涙にむせんだ[45]。
- 短大入学当初は寮に入っていたが、2回生になると同時に退寮し[46]、北白川に下宿を借りて結婚するまで居住した。冷蔵庫は持っていなかったが、近所の商店が午前9時に開くため、食材調達に困らず自炊していた[47]。
- 仁鶴からプロポーズされるまで、口を開けて噛んだりすすったり、口の周りが汚れたりするのを他の男性に見られることを嫌い、男性の前ではお茶やお酒は飲んでも、食事は一緒にしないことをモットーにしていた[48]。

### 結婚生活
- 仁鶴は新婚時代に、妻となった隆子を他人に紹介する際には「畑から引き抜いたばかりの、泥のついた大根みたいな女房です。この泥を取ってやらないほうがいいと思って、野放しにしています」と話していた[49]。
- 田畑や山々、所々の雨水枡に囲まれて幼少期を過ごした隆子は、ドアに鍵ひとつのマンション住まいを大人になっても夢見ていた。結婚後は4回の転居を重ねたが、ついにその夢は叶わなかった[31]。
- 結婚して以来、自動車の運転免許取得を希望し続けたが、その都度仁鶴の強い反対に遭う。また新婚時代に、軽い気持ちで運転させてもらった酒屋の配達車で大事故を起こしそうになったことから、二の足を踏んでしまう。結果、こちらも終生実現しなかった[50]。
- 隆子にとって仁鶴は吉本での先輩にあたり、結婚前は「お兄さん」[51]、結婚した後も長きにわたって「兄ちゃん」と呼んでいた[52][53]。
- 野良犬を見ると放っておけないほどの犬好きを自称し、とりわけ雑種を好んで、隆子自ら四匹の雑種犬を拾って自宅で育ててきた[54]。仁鶴の弟子たちも、犬の散歩を始めとする世話を担った[55]。
- 寂しさや悲しみにくれた折には、独りで大阪駅構内ホームの待合室に出向き、長時間にわたってベンチに腰掛けて、ぼんやりと行き交う人の流れを眺めて過ごした[56]。
- 仁鶴は仕事が終わると一目散に家路に着くほか、泊まりの仕事を嫌がり、遠方からでもタクシーを乗り継いで帰宅を果たす。昼間も時間に空きがあれば帰宅を試みる。隆子はそんな“家にこびりつく”夫を「コビちゃん」と呼びつつも、消化の良い料理を用意して出迎えていた[57]。
- 結婚して四十数年が経過し[53] 高齢になった仁鶴は、ひょんなきっかけで出先から何度も隆子に電話をかけるようになった。電話がつながらないときは弟子を自宅に向かわせ、妻の安否を確認したという。隆子はいつしか、電話に出る際に「もしもし」の前に「どうした?」と尋ねるようになり、それが高じて「おっと、どうした?」と変化[58]。ついに夫のこと自体を「オットドウシタ」と呼ぶようになった[53]。

## 著書
- 『たかこ姫のうちにもいわしてえ』（1975年、講談社）
- 『そこのけそこのけ仁鶴の女房が通る』（2013年、ヨシモトブックス）

## 演じた女優
- 未知やすえ（舞台「吉本百年物語 深夜のキラ星〜スター誕生〜」、2012年）

## テレビ出演
- 徹子の部屋　(2013年3月29日、テレビ朝日) 夫である仁鶴とともに出演した。

## ラジオ出演
- そらゆけ電話と歌謡曲 朝丸・隆子のハレンチ対談（朝日放送ラジオ）
- ごきげんさん!3時です (MBSラジオ、夫婦で担当)